# Clay Marzo
Clay Marzo (San Diego, 17 de julho de 1989), é um surfista norte-americano.

## Carreira
Aos 10 anos, Clay Marzo ganhou a competição de natação Hawaii State Swimming Championships, na categoria 200 metros estilo livre.
Com 11 anos, ele ficou em 3o lugar na competição "National Scholastic Surfing Association (NSSA)", que acabou lhe rendendo um contrato com a Quiksilver.
Quando ele tinha 15 anos, ele tornou-se o primeiro surfista a ganhar duas notas 10 na competição "National Scholastic Surfing Association (NSSA)". No ano seguinte, ele se tornaria campeão deste torneio.
Atualmente trabalha como freesurfer, fazendo papéis em vários filmes famosos de surfe.

## Vida pessoal
Marzo foi diagnosticado com o Transtorno de Asperger em dezembro de 2007. Por conta disso, em 2008, ele foi protagonista do documentário "Clay Marzo: Just Add Water", que fala um pouco sobre sua dificuldade em ser surfista tendo essa síndrome.
Em 2006 e 2007, ele foi indicado ao prêmio Surfer Magazine Awards na categoria Water Man of the Year e Maneuver of the Year, respectivamente.